# Seznam dílů seriálu Jedna noc
Toto je seznam dílů seriálu  Jedna noc. Americký kriminální dramatický televizní seriál Jedna noc byl premiérově vysílán na stanici HBO. První díl měl premiéru 10. července 2016 a poslední osmá část pak uvedena  28. srpna téhož roku. Na on-line službě HBO on-demand byl pilotní díl zveřejněn již 24. června 2016. Příběh pojednává o vyšetřování brutální vraždy mladé dívky, z níž byl obviněn americký student pákistánského původu. Zaměřuje se na soudní proces, prostředí vazby a motivace možných podezřelých osob.  

## Přehled řad
| Řada | Díly | Premiéra v USA    | Premiéra v USA |
| Řada | Díly | První díl         | Poslední díl   |
| ---- | ---- | ----------------- | -------------- |
| 1    | 8    | 10. července 2016 | 28. srpna 2016 |

## Seznam dílů
| Č. v řadě | Název                   | Režie           | Scénář                        | Premiéra v USA                                   | Sledovanost v USA (v mil.) |
| --- | ----------------------- | --------------- | ----------------------------- | ------------------------------------------------ | -------------------------- |
| 1 | The Beach               | Steven Zaillian | Richard Price                 | 24. června 2016 (online) 10. července 2016 (HBO) | 0,774                      |
| Vysokoškolák pákistánského původu Nasir „Naz“ Khan žije v newyorském Queensu v Jackson Heights. Aby nepropásl večírek na Manhattanu, vypůjčí si od otce taxík, do něhož přistupuje 22letá Andrea. Společnou noc v jejím domě na Upper West Side okořeněnou drogami, alkoholem a sexem vystřídá šokující probuzení. Naz objevuje ubodané tělo dívky v krvavé lázni. Události noci si nepamatuje a tak v panice místo opouští. Za vjetí do jednosměrky je předveden policejní hlídkou na stanici, kde odmítne telefonát od rodičů. Následně je zatčen pro podezření z vraždy, když prohlídka odhaluje zkrvavený nůž v kapse bundy a svědek jej identifikuje, jako osobu vyskytující se na místě činu. Výslech vede detektiv Dennis Box, pro něhož to je poslední případ před důchodem. Na stanici se právě vyskytuje životem unavený advokát John Stone, řešící drobné dopravní přestupky. Zavětří šanci a mladíkoví nabízí služby. |                         |                 |                               |                                                  |                            |
| 2 | Subtle Beast            | Steven Zaillian | Richard Price                 | 17. července 2016                                | 1,28                       |
| Stone přesvědčuje Naziho, aby zůstal klidný. Box se vrací na místo činu pro více důkazů. Nevlastní otec zavražděné Don Taylor neochotně přichází identifikovat tělo. Vyšetřovatel se z něj pokouší vytěžit informace. Naziho navštěvují v cele rodiče a jejich rozhovor je nahráván. Detektiv se opět studenta dotazuje na inkriminovanou noc, ale přiznání nezískává. Vznáší tak obvinění z vraždy. Naz je převezen do newyorské centrály Manhattan Central Booking a před soudcem rozhodujícím o vazbě prohlašuje, že se cítí být nevinen. Poslán je však do vazby ve vězeňském komplexu Rikers Island, kde se začíná připravovat na proces. |                         |                 |                               |                                                  |                            |
| 3 | A Dark Crate            | Steven Zaillian | Richard Price                 | 24. července 2016                                | 1,20                       |
| Naz je vězněn v Rikers Island. Stone jedná s jeho rodiči. Žádá zaplacení soudních výdajů a nabízí fixní odměnu ve výši 50 tisíc dolarů. Takovou částku si taxikář s manželkou nemohou dovolit. Do hry vstupuje zkušená advokátka Alison Croweová, jež slibuje převzetí kauzy pro bono v očekávání mediální popularity a rychlého uzavření. Otec, jenž se o taxík dělí s dvěma společníky, nemůže pracovat, protože odstavené auto představuje důkazní materiál. Stone míří za Nazim do vězení, aby se dozvěděl, že byl odvolán a již studenta nezastupuje. Vlivný spoluvězeň Freddy Knight nabízí Nazimu ochranu před dalšími delikventy, ale je odmítnut. Jako varování přichází noční událost, když při návratu ze sprch Naz objevuje své lůžko v plamenech. |                         |                 |                               |                                                  |                            |
| 4 | The Art of War          | James Marsh     | Richard Price                 | 31. července 2016                                | 1,34                       |
| Po pořezání paže spoluvězněm, se Naz rozhoduje vyhledat Freddyho, který mu opět nabízí ochranu i protože oceňuje jeho inteligenci. Student následně odkrývá svou agresivní složku osobnosti, když za přítomnosti kumpánů zkope vězně do bezvědomí. Stone zatím navštěvuje pohřeb Andrey a seznamuje se s drogovou záležitostí v rehabilitačním centru, které dívka navštěvovala. Za informace z její složky pak zaplatí Edgarovi. Croweová připravuje s okresní státní návladní Weissovou dohodu o vině a trestu a obviněnému doporučuje její přijetí i bez přímého důkazu, protože ty nepřímé na porotu jistě zapůsobí. Akceptace by znamenala vyhnutí se riziku doživotí a nabízené 15leté odnětí svobody, se tak zdá být přijatelné. Naz dohodu v soudní síni nejprve akceptuje, aby se při odvyprávění příběhu popisujícím ztrátu paměti neoznačil za vraha. Převládl v něm názor mladé advokátky Croweové, Chandry Kapoorové, doporučující na dohodu nepřistupovat. Croweová se komplikujícího případu vzdává delegací na mladou Kapoorovou a Khanovi rodiče informuje, že její kancelář končí se službami pro bono. Po návratu ze slyšení se Naz stává terčem Calvinova útoku, dříve spřízněného spoluvězně. Definitivně se tak rozhoduje Freddyho nabídku na ochranu přijmout. |                         |                 |                               |                                                  |                            |
| 5 | The Season of the Witch | Steven Zaillian | Richard Price Steven Zaillian | 7. srpna 2016                                    | 1,37                       |
| Naz se ocitá pod Freddyho vlivem a díky tomu získává vlastní mobilní telefon. Poté, co jej Calvin nazve „buzerantem“, agresivně ho vysokoškolák napadá. Stone se po vyřešení finančních podmínek oficiálně připojuje k obhajobě Kapoorové. Box vytváří mapu Naziho pohybu v inkriminovanou noc a informaci poskytuje návladní Helen Weissové. Z technického záznamu pouliční kamery lze sledovat přistoupení Andrey do odstaveného taxi, když se ztracený Naz snažil v megapoli zorientovat, i jeho předchozí odmítnutí dvou mužů se stejným úmyslem přepravy. Výsledky odhalily v Naziho krevním řečišti přítomnost amfetaminu, zatímco u Andrey byl výsledek negativní. Ochrana něco stojí, a tak je Naz nucen pašovat v zažívacím traktu kokainové balíčky do věznice skrze kontakt s návštěvami. K výslechu je předvolán jeden ze svědků Trevor Williams, který se střetl s párem před vchodem do domu Andrey. Při tomto kontaktu však nezmínil přítomnost svého kamaráda, jež je Stoenovi známa od Naziho. Poté, co advokát svědka překvapí otázkou na tuto skutečnost, odhaluje identitu Duana Readera, muže s kriminální minulostí, jehož modem operandi byl nůž. Stoneovi se Readera daří vyhledat, ale v honičce se mu ztrácí. |                         |                 |                               |                                                  |                            |
| 6 | Samson and Delilah      | Steven Zaillian | Richard Price Steven Zaillian | 14. srpna 2016                                   | 1,41                       |
| Naziho rodiče jsou v důsledku synova případu nuceni přijmout podřadná zaměstnání. Naz mobilem nejen komunikuje s rodinou, ale i zprostředkovává úplatky od vězňů pro Freddyho. Od školního trenéra basketbalu se Box dovídá o vynuceném přestupu Naziho do jiné školy, když nevyprovokovaně srazil ze schodů spolužáka. Obviněný to označí za akt sebeobrany v důsledku jeho šikany po útocích z 11. září. Kapoorová po zhlédnutí záznamu z pumpy vyhledá řidiče pohřebního vozu, který tam na Andreu hovořil a odjel za jejich taxi. Řidič, pan Day, popisuje Andreu jako typ vypočítavé predátorky podobné biblické Delíle, jež si vyhlédne oběť, pohraje si s ní a pak odhodí; právnička jej zahrne mezi podezřelé. Stone zjišťuje, že si Andrea mohla dovolit nákladný byt díky dědictví po zemřelé matce Evelyn. Matčin finanční poradce mu sděluje, že nevlastní otec zavražděné Don má kriminální minulost a snažil se získavat peníze ze vztahů se staršími ženami, mj. byl o 20 let mladší než Evelyn. Krátce před Andreinou vraždou dívka odmítla Donův podíl na dědictví a prohlásila, že jej získá jen „přes její mrtvolu“. Po jejím úmrtí se otčím stal jedinou osobou nárokující dědictví Ahdreina domu v hodnotě 10 milionů dolarů. Stone míří za Donem do fitcentra, kde pracuje jako trenér a zastihuje ho při flirtování se starší ženou. |                         |                 |                               |                                                  |                            |
| 7 | Ordinary Death          | Steven Zaillian | Richard Price Steven Zaillian | 21. srpna 2016                                   | 1,76                       |
| Lékař předvolaný Weissovou do soudní síně svědčí, že charakter Naziho zranění ruky odpovídá opakovaným bodnutím. Další lékařský expert Dr. Katz však tento závěr rozporuje. Najevo vychází i skutečnost, že Naz na střední škole zranil i dalšího spolužáka a na koleji prodával studentům Adderall se značným ziskem. Stone se zaměřuje na sběr více informací o Donu a snaží se jej z fitcentra sledovat. Trenér si toho všímá a v osobním kontaktu právníka varuje, ať zanechá obtěžování jeho rodiny. Během návštěvy ve vazbě Kapoorová políbí Naziho, což naznačuje citové sblížení, a doručí mu požadovanou dávku drogy. Stone podezřívá Boxe z odstranění Naziho inhalátoru z místa činu a tak jej nechává předvolat k výslechu. Kapoorová detektivovi sděluje, že věří, že i Box pochybuje o Naziho vině. Naz vyhledává mladšího spoluvězně Peteyho, který byl dříve prostitutem vězně Victora, pravé ruky Freddyho. Následně Freddymu sděluje, kdo Victora podřízl břitvou. |                         |                 |                               |                                                  |                            |
| 8 | The Call of the Wild    | Steven Zaillian | Richard Price Steven Zaillian | 28. srpna 2016                                   | 2,16                       |
| V soudním řízení vypovídají Trevor Williams s Duanem Readerem, kteří se potkali s párem před vchodem zavražděné, řidič od pumpy Day i její nevlastní otec Don. Každý z nich deklaruje svou nevinu. Přes Stoenův nesouhlasný názor svědčí také Naz a to bez dobrého dojmu na porotu, když si nepamatuje detaily a v důsledku výpadku paměti dokonce vyjadřuje pochybnosti o vlastní nevině. Freddy posílá Stoneovi videozáznam polibku Naze s Kapoorovou z cely, s cílem prohlásit soudní řízení za zmatečné. Jediným výsledkem však je odvolání mladé advokátky z případu. Místo hlavního obhájce přebírá Stone. Detektiv Box z nahrávky městských kamer odhaluje skutečnost, že po vystoupení z metra Andreu někdo sledoval. Následně je muž identifikován jako Ray Halle, který byl finančním poradcem Evelyn. Box je přesvědčen, že udržoval partnerský vztah s Andreou. Halle měl také násilnické sklony a byl viděn v okolí místa činu. Detektiv tak v kasinu vyhledá gamblera Halleho, jenž má hluboko do kapsy, a návladní Weissové přináší shromážděné důkazy proti němu. Ta se však rozhoduje pokračovat v započatém procesu pro Nazimu. Stone připravující závěrečnou řeč bojuje s výsevy svědícího ekzému. Po Stoneově vystoupení je konečný verdikt poroty nerozhodný. V otázce Khanovy viny se šest porotců vyslovilo „pro“ a šest „proti“. Jednou z variant je výběr nových porotců a zopakování procesu. Nahlodaná Weissová se však vzdává práva na obnovu řízení a Naz se tak dostává na svobodu. Vrací se domů, kde na něj čekají napjaté vztahy s rodiči a přáteli, rovněž jako i vyřešit nastupující drogovou závislost z vězení. Žalobkyně se v baru schází s Boxem, který se po odchodu do důchodu stal členem univerzitní ochranky. Má pro něho úkol, usvědčit Raye Halla z dívčiny vraždy. Stone míří za potenciálním klientem. |                         |                 |                               |                                                  |                            |